# Прая-да-Луш

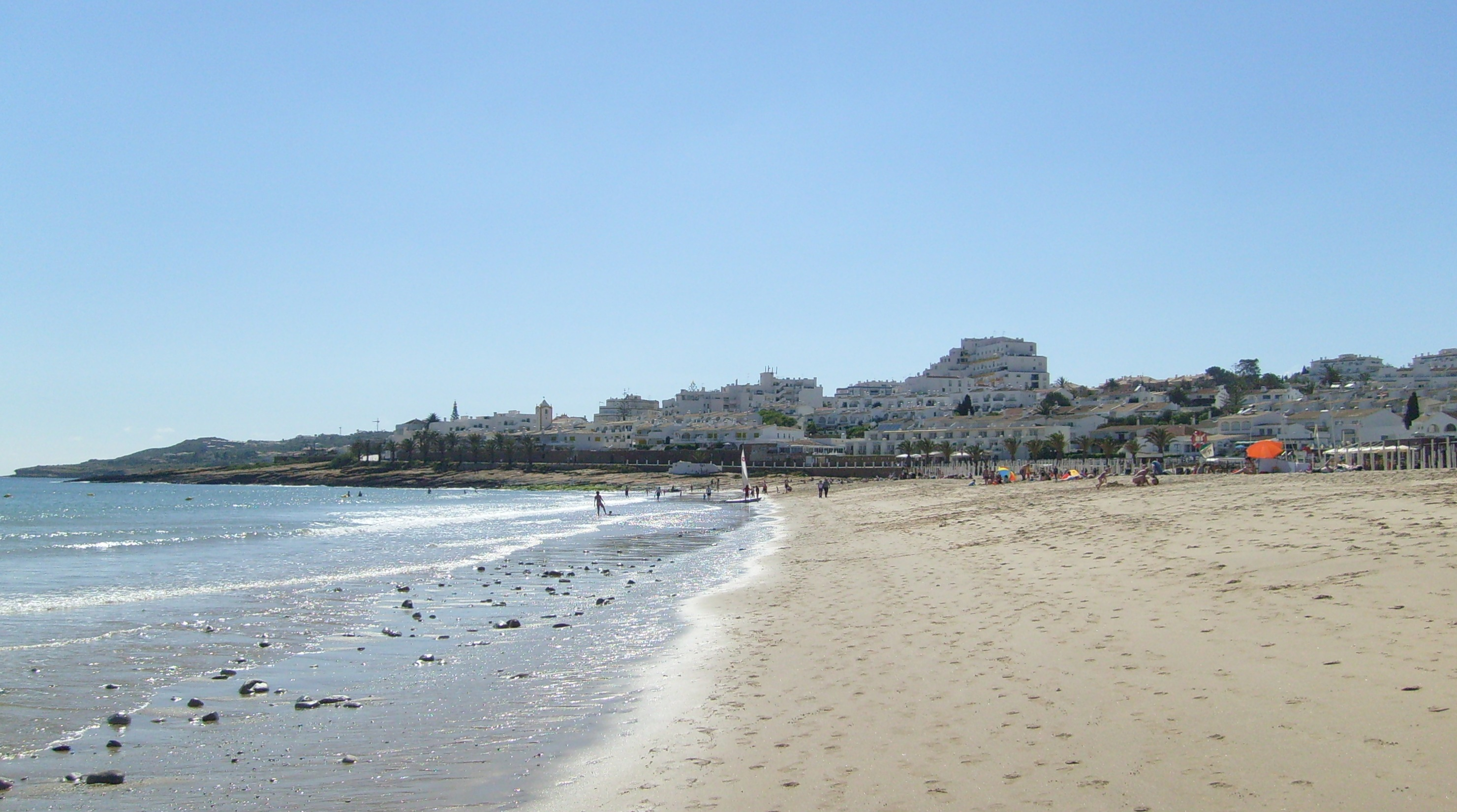
Прая-да-Луш

Прая-да-Луш (порт. Praia da Luz, букв. «Светлый пляж») — поселение в области Алгарви, Южная Португалия. Население 3068 жителей (2001). Современный крупномасштабный курорт с несколькими гостиничными комплексами постепенно развивался вокруг старой рыбацкой деревни с середины 1980-х годов. В недавнем прошлом (2007—2009 годы) посёлок получил широкую известность в мировой прессе в связи с историей о пропаже 3-летней британки Мэдлин Макканн 3 мая 2007 года, отдыхавшей на пляже вместе с родителями, а также дальнейшим криминальным расследованием этой истории.

## История
Поселение на месте города возникло ещё в древнеримские времена, когда здесь были построены римские бани и первые соляные копи недалеко от берега. Основным занятием романизованного крестьянства долгое время оставалась рыболовство, в частности добыча осьминогов. В XIII веке территория деревни вошла в состав королевства Португалия, оттеснившего мавров, правивших здесь в VIII—XIII веках. В конце средних веков центральным местом поселения стал Собор Светлейшей Богоматери (Nossa Senhora da Luz).

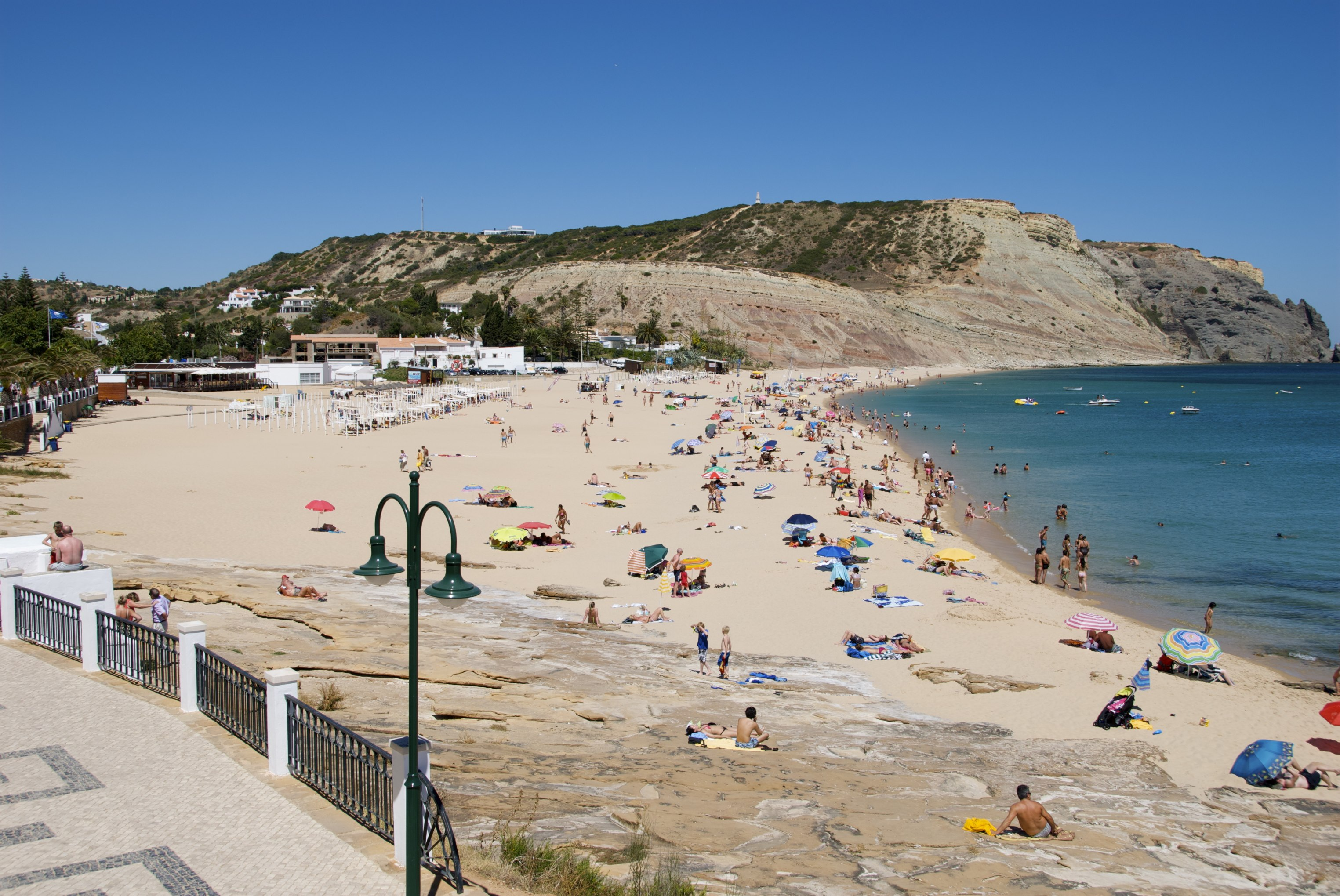
Каменистая часть пляжа

## Пляжи
Пляж Прая-да-Луш разделён на две части — песчаную и каменистую. Песчаный пляж отмечен в мировой категории голубой флаг.